# 赫爾姆斯堡 (印地安納州)
赫爾姆斯堡（英語：Helmsburg）是位於美國印地安納州布朗縣的一個非建制地區。該地的面積和人口皆未知。

## 地理
赫爾姆斯堡的座標為39°15′55″N 86°17′34″W / 39.26528°N 86.29278°W，而該地的平均海拔高度為202米（即663英尺）。